# Felix Paschke
Felix Paschke (* 16. Juli 2003) ist ein deutscher Fußballspieler.

## Karriere
Paschke spielte zunächst in Hetlingen beim Hetlinger MTV und wurde zur Saison 2016/17 im Alter von 13 Jahren in das Nachwuchsleistungszentrum des Hamburger SV aufgenommen. In der Saison 2018/19 wurde er mit den B2-Junioren (U16) Meister der zweitklassigen B-Junioren-Regionalliga Nord. Zur Saison 2019/20 rückte Paschke zu den B1-Junioren (U17) auf und absolvierte 6 Spiele in der B-Junioren-Bundesliga Nord/Nordost, ehe die Spielzeit ab März 2020 aufgrund der COVID-19-Pandemie nicht mehr fortgeführt werden konnte. In der Saison 2020/21 gehörte der 17-Jährige den A-Junioren (U19) an. Da auch diese Spielzeit aufgrund der Corona-Pandemie ab November 2020 nicht mehr ausgetragen werden konnte, absolvierte er nur einen Kurzeinsatz in der A-Junioren-Bundesliga Nord/Nordost.
Die Saison 2021/22, sein letztes Jahr bei den Junioren, begann Paschke bei der U19. Unter dem Cheftrainer Oliver Kirch zählte der defensive Mittelfeldspieler, der vereinzelt auch in der Innenverteidigung auflief, zum Stammpersonal. Während der Länderspielpause im November 2021 durfte der 18-Jährige unter Tim Walter mit der Profimannschaft trainieren. Beim Testspiel gegen den dänischen Erstligisten FC Nordsjælland kam Paschke für die letzte halbe Stunde zum Einsatz. Walter lobte ihn daraufhin – neben seinem U19-Mannschaftskollegen Elijah Krahn – explizit für seine gute Leistung. Paschke trainierte auch nach der Länderspielpause weiter mit den Profis und stand Mitte Dezember 2021 erstmals in der 2. Bundesliga im Spieltagskader, ohne jedoch eingewechselt zu werden. Im Januar 2022 absolvierte Paschke, der seinen Vertrag zuvor bis zum 30. Juni 2024 verlängert hatte, auch die Wintervorbereitung mit den Profis. Im Trainingslager in Sotogrande zog er sich im Hüftgelenk einen knöchernen Ausriss der Gelenklippe zu und musste operiert werden.
Zur Saison 2022/23 wurde der noch immer verletzte Paschke in den Kader der zweiten Mannschaft integriert. Im Januar 2023 stieg er nach einjähriger Verletzungspause in das Mannschaftstraining ein. Anfang April 2023 kam er in der viertklassigen Regionalliga Nord erstmals wieder in einem Pflichtspiel zum Einsatz. Am Saisonende standen für ihn 9 Regionalligaeinsätze (einmal in der Startelf) zu Buche. Mit seiner Mannschaft wurde Paschke hinter dem VfB Lübeck Vizemeister.
Die Sommervorbereitung 2023 absolvierte Paschke mit den Profis. Kurz vor dem Start der Regionalligasaison 2023/24 wurde er jedoch wieder zur zweiten Mannschaft geschickt. Dort absolvierte er bis zur Winterpause alle 15 Spiele in der Startelf. Unterdessen absolvierte er während der Länderspielpause im September 2023 ein Testspiel mit den Profis, mit denen er auch die Wintervorbereitung im Januar 2024 verbrachte. Anschließend gehörte Paschke wieder fest zur zweiten Mannschaft, für die er in dieser Spielzeit insgesamt 33 Regionalligaspiele (30-mal in der Startelf) absolvierte.
Nach seinem Vertragsende wechselte Paschke zur Saison 2024/25 in die 3. Liga zur zweiten Mannschaft von Borussia Dortmund. Er unterschrieb einen Vertrag bis zum 30. Juni 2027.

## Titel
- Meister der B-Junioren-Regionalliga Nord: 2019